# Caloocan
Caloocan é uma cidade de primeira classe de renda da cidade na região Grande Manila (NCR), nas Filipinas. De acordo com o censo de 1 maio  de  2020 possui uma população de 1 661 584 pessoas e 404 252 domicílios.
Caloocan se divide em duas áreas. Caloocan do Sul está situada diretamente ao norte de Manila e limita com Malabon e Valenzuela ao norte, Navotas ao oeste e Cidade Quezon ao leste. Caloocan do Norte é o território mais setentrional de Grande Manila e está situada ao leste de Valenzuela, ao norte de Cidade Quezon e ao sul de San Jose del Monte.